# Mesnil-Martinsart

Mesnil-Martinsart este o comună în departamentul Somme, Franța. În 1 ianuarie 2022 avea o populație de 237 de locuitori.